# Christendom en racisme
Het christendom is zowel gebruikt om racisme te rechtvaardigen als dit af te wijzen. 
Vooral tijdens de trans-Atlantische slavenhandel werden Bijbelse interpretaties gebruikt die deze handel moesten legitimeren. Dit evolueerde met de inzichten van de verlichting en de opkomst van de wetenschappelijke methode in combinatie met het overwicht van het Westen die de ontdekkingsreizen en kolonisatie mogelijk maakte tot wetenschappelijk racisme. Kerken nemen in toenemende mate afstand van deze legitimaties.

## Afwijzing
Hoewel de term racisme pas voor het eerst werd opgetekend in 1892 en dus niet in de Bijbel voorkomt zijn er meerdere Bijbelse afwijzingen te vinden:
Volgens Handelingen 17:26 heeft God alle mensen uit een enkele bloede gemaakt. Dat Adam de stamvader is van alle volkeren is ook de grondslag van het orthodoxe monogenisme.
Volgens de Galaten 3:28 maakt het christelijk geloof iedereen gelijk:
Daarin is noch Jood noch Griek; daarin is noch dienstbare noch vrije; daarin is geen man en vrouw; want gij allen zijt een in Christus Jezus.

## Rechtvaardiging
Christelijke theologie leverde verschillende rechtvaardigingen van racisme, slavernij en ongelijke behandeling:
In Genesis 9:20-27 ziet Cham, de zoon van Noach, zijn dronken vader naakt die daarop zijn kleinzoon Kanaän vervloekte. Deze oorsprongsmythe is wel verklaard als een rechtvaardiging achteraf voor een al bestaande praktijk, de onderwerping van de Kanaänieten als slaven van de Israëlieten. Het bijbelboek zelf zegt niets over huidskleur, aangezien het slavernij in Israël zelf betrof. Chams vloek is daarna echter veelvuldig gebruikt om slavernij van zwarte mensen te rechtvaardigen, omdat Cham zwart zou betekenen. Hoewel dit etymologisch onjuist is, werd dit vanaf de eerste eeuwen van de jaartelling wel geloofd en werd zo ook een oorsprongsmythe. In latere etiologie wordt wel verhaald dat Cham en Kanaän zwart werden en De grot van de schatten uit de zesde of zevende eeuw, waarschijnlijk gebaseerd op een tekst uit de derde of vierde eeuw, verhaalt over de nakomelingen van Kanaän die tot slavernij zijn veroordeeld, de Egyptenaren, de Koesjieten, de Mysiërs, de Indiërs en de abominabelen.
In de islamitische profetenverhalen in de versie van Al-Kisa'i werd de straf voor het zien van de naaktheid van Noach zowel slavernij als zwartheid voor Cham en was zo een tweevoudige vloek geworden. Een zwarte huid was niet meer impliciet, maar expliciet door God verbonden aan slavernij. De tweevoudige vloek zou daarna in Brits koloniaal Amerika onderdeel worden van de planterstheologie.
Met de verlichting en de opkomst van de wetenschappelijke methode konden observaties steeds minder goed in overeenstemming worden gebracht met het monogenisme en zo ontstonden heterodoxe visies van polygenisme zoals die van Isaac La Peyrère, waarin Adam niet de voorvader van alle mensen was.
Tijdens Apartheid werd het verhaal over de toren van Babel als rechtvaardiging gebruikt.

## Historisch overzicht
Net als bij Aristoteles bestond ook binnen het christendom het idee dat het ene volk superieur was aan andere en dat geografie hiermee te maken had. Tegenover onder meer het marcionisme, Basilides en het valentinianisme verdedigde Origenes van Alexandrië in de derde eeuw de stelling dat God goed en rechtvaardig is. Ongelijkheid onder de mensen zou volgen uit de zonden van mensen, waarbij de laagste orde van mensen onmenselijk en wild gedrag (inhumanis et ferinis moribus) vertoonde, wat bestraft werd met stuitende gewoonten. Zo zouden Aethiopiërs mensenvlees eten, Scythen familieleden doden (parricida) en Tauri vreemdelingen gebruiken voor mensenoffers. Voor Origenes was etniciteit niet de bepalende factor voor hun gedrag, maar was het gedrag van een individu in een eerdere fase van het bestaan bepalend voor de latere etniciteit. Er was daarbij in een later tijdperk wel een uitweg, apokatastasis of redding via Christus. Daarmee kwam dit standpunt niet overeen met modern racisme, maar had daar wel belangrijke elementen van.

### Antisemitisme
Het christendom ontwikkelde zich uit een joodse sekte en daarmee kon een joodse afkomst niet direct als negatief worden gezien. De afwijzing door de Joden van Jezus als messias zette een echter een theologisch antisemitisme in gang dat vanaf de vierde eeuw langzaam groeide, waarbij aan de hand van Matteüs 27:25 de Joden in toenemende mate een erfelijke bloedschuld werd verweten. Vanaf de achtste eeuw werd een duidelijker anti-judaïsme zichtbaar en werden bloedsprookjes verspreid. Dit kon uitmonden in antisemitisme en zelfs jodenvervolgingen.
Niet altijd en overal overheerste intolerantie. Stefanus I van Hongarije refereerde in 1027 in de vorstenspiegel voor zijn zoon Emmerik aan het Romeinse Rijk en stelde dat immigranten verschillende talen, gewoontes, kennis en wapens met zich meebrengen, bijdragend aan de pracht van het koninklijk hof en de kracht van het rijk. Een koninkrijk met slechts een gewoonte en slechts een taal zou machteloos en kwetsbaar zijn. Antisemitisme nam echter toe, met onder andere in 1096 het bloedbad in het Rijnland en het bloedbad van Worms in het spoor van de Volkskruistocht. Hiermee begon wat Moore de persecuting society noemde.
Zoals in het Romeinse Rijk volkeren onderscheiden werden, was dit in de Middeleeuwen ook het geval. Regino van Prüm stelde in 907 dat er onderscheid werd gemaakt in naties op basis van afkomst, gewoontes, taal en wetten. Etniciteit heeft daarmee zowel een biologische als een culturele component. Taal was daarbij belangrijk. Isidorus van Sevilla stelde dat er na de toren van Babel net zoveel talen als naties waren, maar dat er daarna meer naties met dezelfde taal ontstonden. Isidorus begon daarom met de discussie over talen en niet over volkeren, omdat volkeren uit talen ontstonden. De verder onbekende Claudius Marius Victor stelde in zijn Aletheia dat iedereen na het bouwen van de toren de oude gemeenschappelijke taal verloor en een nieuwe taal leerde. Elke natuurlijke verwantschap verdween en elke taal maakte een natie. Het is echter vooral een etnisch verschil en in mindere mate raciaal, al speelde afkomst een rol.:24
De ontwikkeling van de christelijke dogmatiek maakte niet alleen steeds meer duidelijk wat het vermeende ware geloof inhield, het maakte ook duidelijk wat er niet mee overeenkwam. Dit kon niet meer getolereerd worden en aanhangers hiervan werden vanaf de twaalfde eeuw dan ook in toenemende mate vervolgd. Tijdens de Vierde Lateraans Concilie van 1215 werden decreten uitgevaardigd tegen de Katharen en de Waldenzen en Joden moesten een onderscheidend teken dragen, net als de moslims. Ook werd de inquisitie ingesteld waarvan de Katharen het eerste slachtoffer waren, gevolgd door de Joden, leprozen en homoseksuelen. Het concilie was een omslagpunt en naast deze georganiseerde vervolging waren er ook pogroms. Het opzettelijke ongeloof maakte de Joden minder menselijk met een kwaadaardig karakter in de ogen van de nodige christenen. Ze werden vooral via Johannes 8:44 geassocieerd met Satan. Tijdens de Zwarte Dood halverwege de veertiende eeuw werden Joden dan ook wel aangezien als de boosdoeners met pogroms als gevolg. Na de voltooiing van de Reconquista in 1492 werd het Verdrijvingsedict uitgevaardigd in Spanje en moesten afgezien van conversos alle joden het land verlaten. Van biologisch determinisme lijkt hier echter in mindere mate sprake, de afgewezen joodse cultuur werd niet in verband gebracht met een joodse fysiologie. Doop lijkt meestal een optie te zijn geweest en bekeerde joden werden als nieuwe christen erkend. Daarvoor had Alfonsus de Spina in Fortalitium Fidei echter al verhaald over bekeerde joden die ondanks de doop het oude geloof bleven aanhangen, de cryptojoden. Daarmee werd de conclusie dat de aard van de Joden niet zou deugen:
[...] it would not do to doubt the virtues of holy water even though it had no effect when applied to Jewish foreheads, so it was necessary to conclude that the Jews were evil by their very nature and not only because of their beliefs.
Sektarische haat veranderde daarmee volgens Léon Poliakov in raciale haat en zo kon de complottheorie van een Joodse beheersing van de wereld postvatten. Zo wist aartsbisschop Silíceo van Toledo in 1547 keizer Karel V te overtuigen om conversos uit te sluiten van officiële posities op basis van het proto-raciale concept limpieza de sangre ofwel zuiverheid van bloed. Dit beleid werd nooit volledig doorgezet en gehandhaafd, maar bleef tot in de negentiende eeuw de nakomelingen van conversos achtervolgen.:15-17 Het was Joden ook verboden om naar de Nieuwe Wereld te emigreren en diegenen die zich probeerden te onttrekken aan deze vorm van uitsluiting stond bij ontdekking regelmatig de dood via een autodafe te wachten.
De Moren moesten zich ook verplicht bekeren na de Opstand van Alpujarras van 1499–1501. Deze morisken waren veelal cryptomoslims en kwamen in 1568–1571 opnieuw in opstand en werden daarna verbannen uit Granada om zich over Castilië te verspreiden. In 1609-14 werd uiteindelijk een groot deel van de morisken verbannen uit Spanje. De morisken leefden echter vooral op het land, meer afgescheiden dan de veelal in de stad levende conversos en deden minder moeite om een schijn van assimilatie op te houden. Daardoor is er moeilijker een onderscheid te maken tussen racisme en een strijd over culturele en religieuze verschillen. Ook hier gold echter dat de morisken werden uitgesloten via de limpieza de sangre.:17-35

### Afrikanen

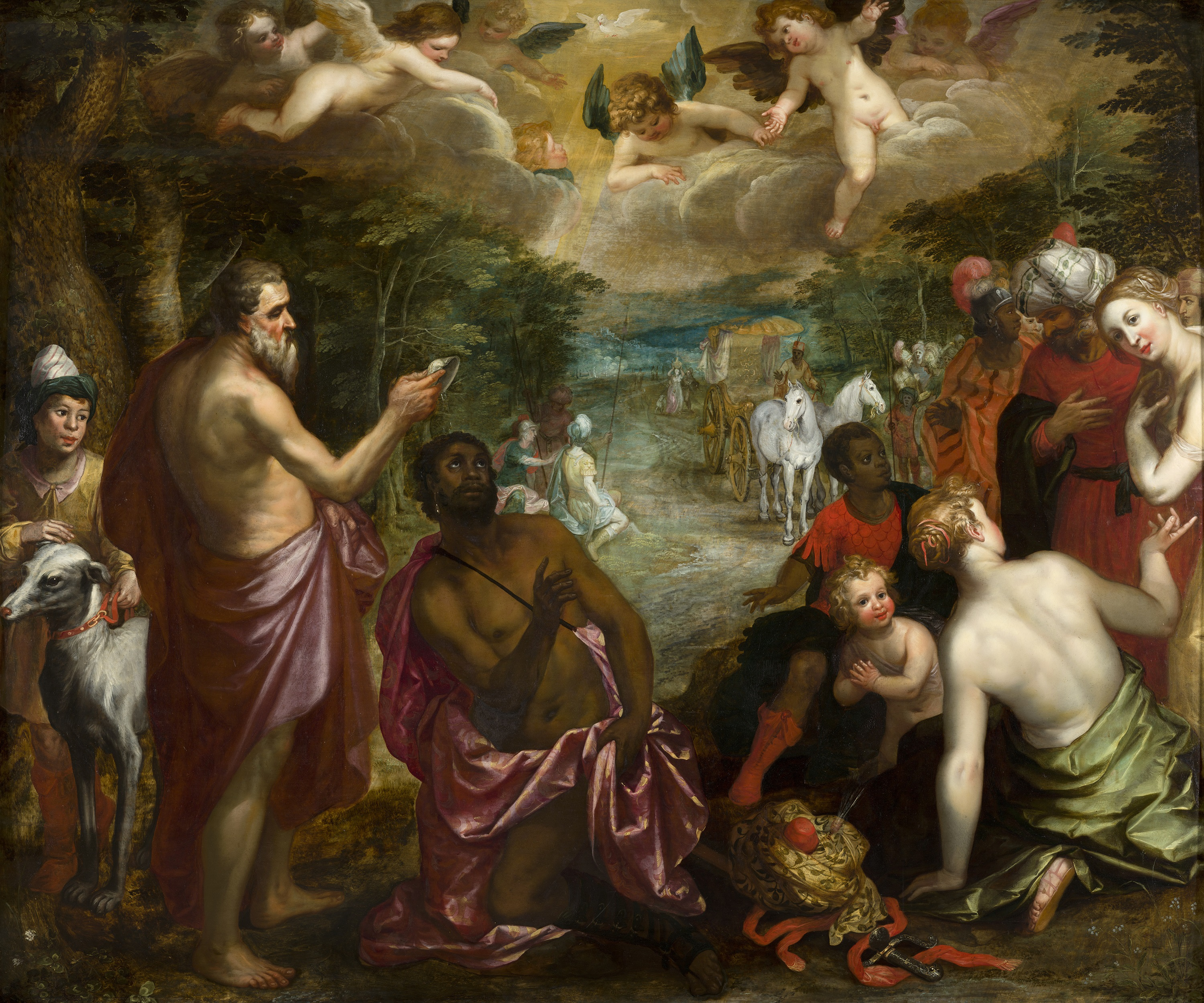
De doop van de kamerling van koningin Candace van Ethiopië

Vanuit Europa was er in de Middeleeuwen niet veel contact met Aethiopiërs uit subsaharaal Afrika en varieerde de houding van op verhalen gebaseerde angst en afkeer tot heroïsch en heilig, dat laatste geïnspireerd door de Ethiopische kamerling uit Handelingen 8, de eerste niet-joodse christelijk bekeerling. Dat kon bijdragen aan de mythe van de edele wilde, maar die verheerlijking ging over naar de Indianen toen Amerika werd ontdekt en daarna naar China toen dit beter bekend werd:
During the Middle Ages when Christendom confronted Islam, Europeans canonized le bon nègre, believed to be Christian and to inhabit the ancient Christian kingdom of Ethiopia. In the "Atlantic era" the noble savage moved west and changed color. The American Indian displaced the Negro as the paragon. Though a pagan and though in fact often exploited by the European invader, the Indian was clothed with all the attributes which man had supposedly possessed in Paradise before the Fall: natural goodness, innocence, and physical beauty, freedom from the wickedness and suffering of "civilization." There was a further reshuffling of images in the eighteenth century. Now the noble Oriental hove into sight and took his place beside the primitive Indian. China, revealed to Europe by the Jesuits, became for many the land of perfect peace, of exquisite taste and ethical wisdom.

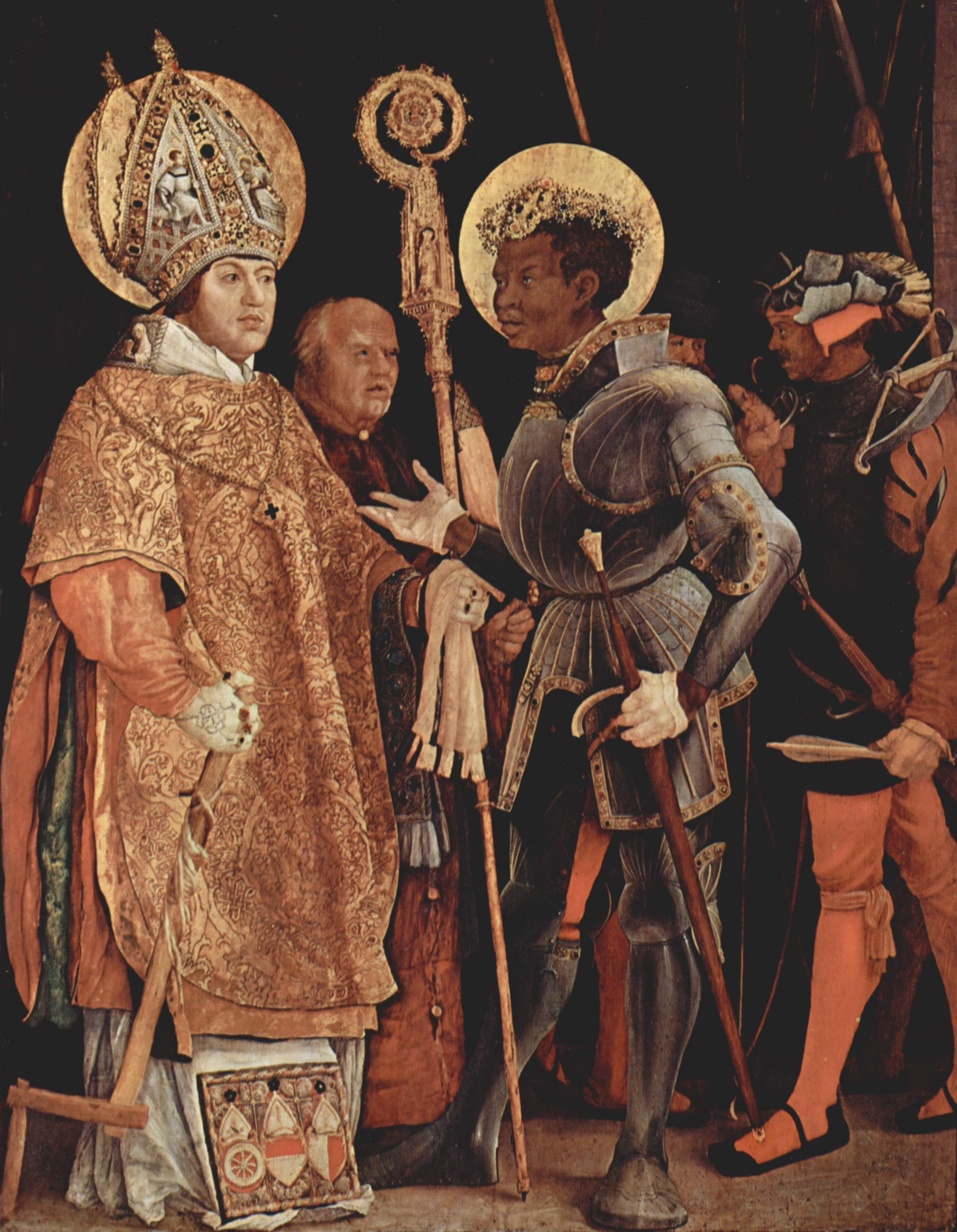
Albrecht van Brandenburg als de heilige Erasmus met de heilige Mauritius

Na de kruistochten zouden Joden in toenemende mate gedemoniseerd zijn, terwijl Afrikanen zouden worden opgehemeld, onder meer met Pape Jan die aanvankelijk als Indiër werd neergezet, om uiteindelijk als koning van het christelijke Ethiopië te worden afgebeeld. Dit beeld is echter een al te makkelijke generalisatie op basis van anekdotisch bewijs. De heilige Mauritius, een Romeins soldaat en martelaar uit de derde eeuw uit Meroë, verkreeg vooral in de karolingische en ottoonse een Duitse verering, onder meer in Maagdenburg waar de lokale militie milites mauriciani werd genoemd. Mauritius was altijd als blanke afgebeeld tot in 1207 de Dom St. Mauritius afbrandde, waarna een donkere beeltenis terug werd geplaatst. Rond de stad kreeg dit navolging, maar daarbuiten was dit veelal niet het geval. Wel liet keizer Karel IV hem zo afbeelden met daarnaast Balthasar, een van de drie wijzen uit het oosten, en de net als Mauritius ook tot het Thebaanse Legioen behorende Gereon. Tot de zestiende eeuw zou Mauritius in deze gebieden donker worden afgebeeld, maar deze keizerlijke traditie liet geen diepgewortelde traditie achter. In werkelijkheid zal het beeld gevarieerder zijn geweest dan deze oppervlakkige verhalen en speelde angst voor het vreemde zeker voor de gewone bevolking een rol. Ook is etnocentrisme niet vreemd aan veel volkeren en geldt de eigen huidskleur als norm. Het doet echter vermoeden dat de grootscheepse trans-Atlantische slavenhandel die hierna volgde niet voorkwam uit een diepgeworteld racisme.

### Europees imperialisme
De positie van de Rooms-Katholieke Kerk varieerde met de tijd en negeerde slavernij aanvankelijk. Met de oprukkende kerstening verminderde het aantal niet-christenen en verdween de slavernij langzaam uit West-Europa om vervangen te worden door lijfeigenschap. Dit verschilde praktisch gezien weinig van slavernij, maar verdween grotendeels door het arbeidstekort na de Zwarte Dood. Slavenhandel werd veelal immoreel gevonden, maar ook hier veranderde de morele positie met de praktijk. Het Iberisch Schiereiland had al Afrikaanse slaven en de behoefte daaraan groeide met de Portugese ontdekkingsreizen waarbij de Atlantische eilanden gekoloniseerd werden. Met de Dum diversas uit 1452 en de Romanus Pontifex uit 1454 gaf paus Nicolaas V toestemming om niet-christenen tot slaaf te maken als missionaire activiteit.

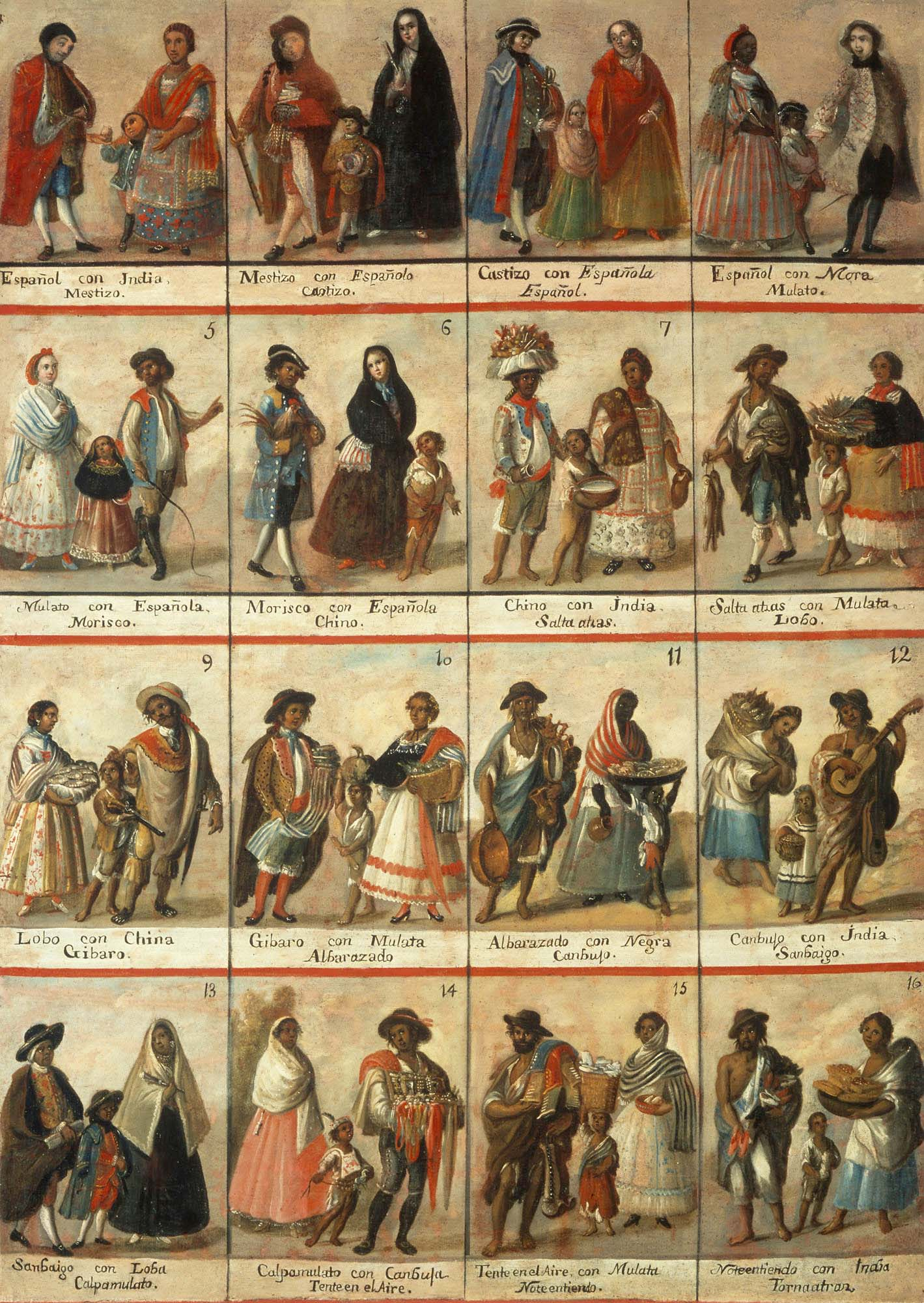
Zestien combinaties van casta's

Bij hun ontdekkingsreizen troffen de Spanjaarden volkeren aan die niet een van de wereldreligies beleden die het christendom betwistte. Het was voor de Spanjaarden de vraag of deze een oer-onschuld hadden of tot de monsterlijke rassen behoorden. De Guanchen, de oorspronkelijke inwoners van de Canarische Eilanden werden aanvankelijk als monsterlijk beschouwd en tot slaaf gemaakt, maar dit bracht de Kerk tot het protest dat dit de kerstening van onschuldige heidenen vertraagde, waarop deze vrijgelaten werden en assimileerden met de Spanjaarden. Toen Columbus op de Bahama's de Taíno aantrof, deden deze hem denken aan de Guanchen. De eerste betrekkingen waren vreedzaam, maar later werden ze onderworpen en bekeerd. Zo kwam de tweedeling tussen onschuld en monsterlijk ook terug in de Nieuwe Wereld, waarbij de laatste benadering gekozen werden om de lokale bevolking te onderwerpen aan het wrede encomienda-systeem. Deze tegenstelling kwam ook naar voren in het Dispuut van Valladolid in 1550-51 tussen Bartolomé de las Casas en Juan Ginés de Sepúlveda waar de laatste stelde dat de similitudines hominis of mensachtige wezens geen ziel hadden, terwijl de eerste juist aangaf dat deze wel rede bezaten en bekeerd konden worden tot het christelijke geloof. Sepúlveda stelde in zijn betoog dat er sprake was van een rechtvaardige oorlog:
Met recht heersen de Spanjaarden over deze barbaren van de Nieuwe Wereld en de aangrenzende eilanden, die in vernuft, verstand, deugdzaamheid en menselijkheid net zo inferieur zijn aan de Spanjaarden als kinderen aan volwassenen en vrouwen aan mannen, of zwarten aan blanken [...]
Het aristotelische concept van natuurlijke slavernij zou van toepassing zijn op hen die van nature barbaren zijn, ongeschoold en onmenselijk. Sepúlveda baseerde zich weliswaar op Aristoteles, maar zijn retoriek was ongekend aanvallend.:116 Hoewel de conquistadores en kolonisten de inheemse bevolking nog geruime tijd dusdanig wreed zouden behandelen dat de zwarte legende ontstond, werd de officiële positie van de Spaanse kroon en de Kerk dat indianen niet de erfelijke schuld droegen van de joden, al zouden zij afstammen van een verloren stam van Israël. Waar joden en moslims als ongelovigen vervolgd werden, omdat zij weigerden het christelijke geloof te aanvaarden, werden de indianen als heidenen uiteindelijk niet meer vervolgd, maar bekeerd.
Zo werd Spanje de voorloper van de verschuiving van de religieuze intolerantie van de Middeleeuwen naar het racisme van de Moderne Tijd. Dit was ook de periode waarin zich in veel Europese landen steeds meer een nationale identiteit vormde. De Spaanse politiek onderscheidde zich van het latere racisme door de sterke overtuiging een voorvechter te zijn van het ware geloof in een tijd die ook gekenmerkt werd door de strijd voor de contrareformatie. Ook een gewone Spanjaard kon zichzelf voorstaan van goede komaf te zijn op basis van het ontbreken van joods of moors bloed, verwoord door het personage Sancho Panza uit Don Quichot en Alexander von Humboldt. Slavernij werd religieus verdedigd, maar dat lag ingewikkelder bij bekeerde Afrikaanse slaven.
Via het Iberische schiereiland had de exegetische manipulatie uit de islam ook zijn weg gevonden naar het christelijke Europa, al was dit nog niet in de tweevoudige variant. In de zestiende eeuw veranderde dit en werden ook hier zowel slavernij als een zwarte huid onderdeel van Chams vloek. Niet toevallig vond dit plaats ten tijde van de opkomst van de trans-Atlantische slavenhandel. 
Het Chammotief werd in het eerste Europese gebruik door Azurara in zijn Kroniek van de ontdekking en verovering van Guinee uit 1453 waarschijnlijk verward met Kaïn. Azurara verhaalde over slavenhandelaar Antão Gonçalves die in 1442 moorse slaven ruilde voor zwarte slaven. In zijn verslag over de reizen van Martin Frobisher greep George Best op de vloek om aan te tonen dat Europeanen zich geen zorgen hoefden te maken dat ze op lange reizen zouden bevriezen, zwart worden of in monster zouden veranderen. De vloek van de Afrikanen volgde bij Best weer uit de vermeende gemeenschap in de ark die tot de vloek zou hebben geleid.
Aanvankelijk waren de Portugezen en Spanjaarden nog de voornaamste slavenhandelaren, zodat Bredero slavernij in 1615 in Moortje nog een onmenselijk gebruik noemde. De Synode van Dordrecht van 1618 stelde dat heidenen die gedoopt werden dezelfde vrijheid als andere christenen behoorden te hebben. Grootscheepse manumissie bleef achterwege doordat slaven nog nauwelijks werden gedoopt. De Nederlandse en Britse koloniën kenden dan ook relatief weinig zendingswerk. Met de groeiende rol van de Republiek der Zeven Verenigde Nederlanden veranderde de afwijzende houding en in 1625 stelde Hugo de Groot in De iure belli ac pacis dat slavernij is toegestaan bij het vrijwillig afstand doen van de vrijheid, of door krijgsgevangenschap. Zelfs de voormalige slaaf Jacobus Capitein verdedigde dat christenen in slavernij mochten worden gehouden.
Het Chammotief kwam de slavenhandelaren dus goed uit om te rationaliseren dat zij christenen in slavernij hielden. Theologen wezen deze benadering af, aangezien de vloek Kanaän betrof en niet diens broer Kus die als stamvader van de Afrikanen werd gezien. Theologisch gezien was het ook moeilijk te verenigen dat bij joden door de doop hun erfelijke schuld kwijtgescholden werd, maar dat Afrikanen in slavernij werden gehouden. Het was dan ook vooral volksgeloof dat het Chammotief in stand hield, niet een officiële ideologie. Zolang er weinig protest tegen slavernij was, was er ook geen behoefte aan zo'n volledig uitgewerkte ideologie.

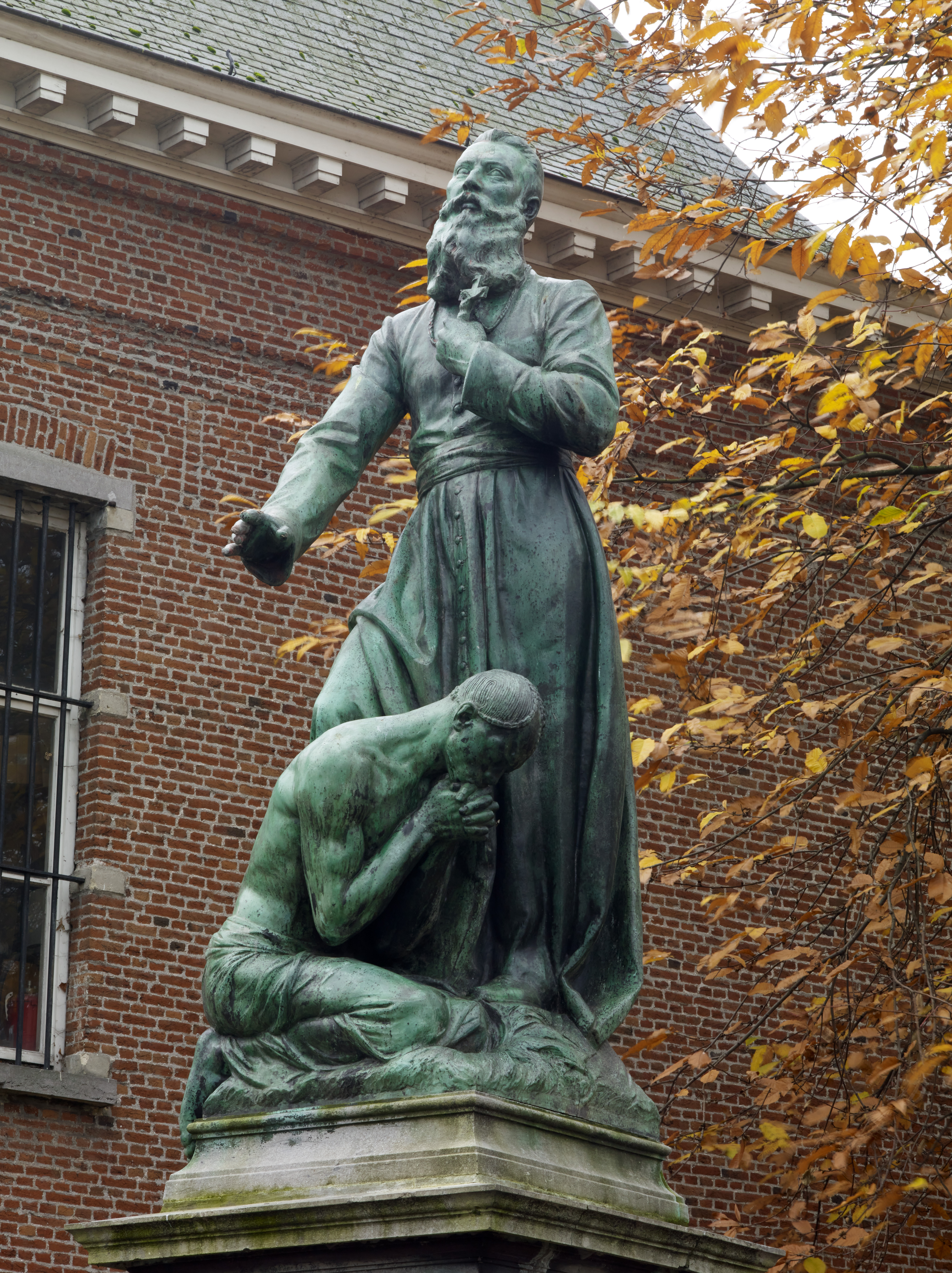
Missionaris De Deken met een Congolees aan zijn voeten, Wilrijk, België, 1904

Het volksgeloof zette daarentegen wel door, onder meer via wetgeving. In Brits Amerika werden christelijke slaven aanvankelijk net als veel Britten als contractarbeiders geregistreerd om zo te voorkomen dat christenen als slaaf zouden worden benoemd. Massachusetts werd in 1641 met de Body of Liberties de eerste staat waar officieel slaven werden gehouden, de vrijheden uit de titel waren vooral beperkt tot blanke protestantse mannen. Latere aanpassingen maakten dat niet alleen krijgsgevangenen uit rechtvaardige oorlogen, maar ook kinderen van slaven slaaf konden zijn. In 1705 werd in Kolonie Virginia in An act concerning Servants and Slaves echter vastgelegd dat bekering geen reden was om een slaaf vrij te laten:
That all servants imported and brought into this country, by sea or land, who were not christians in their native country, (except Turks and Moors in amity with her majesty, and others that can make due proof of their being free in England, or any other christian country, before they were shipped, in order to transportation hither) shall be accounted and be slaves, and such be here bought and sold notwithstanding a conversion to christianity afterward.
Daarmee verschoof de rechtvaardiging voor slavernij van heidendom zelf naar heidense afkomst en daarmee impliciet van een religieus naar een racistisch argument. Om die overstap echter volledig te maken, moest er een benadering komen buiten het christelijk universalisme met een redding voor iedereen. Daarvoor moest de van oudsher hiërarchische samenleving paradoxaal genoeg eerst meer egalitair worden.

### Apartheid
Apartheid kende ook theologische rechtvaardigingen. Vanuit de Nederduitse Gereformeerde Kerk werd apartheid verdedigd met een beroep op God als Hammabdil of Skeidingmaker na de toren van Babel. Daarbij baseerde onder meer Totius zich in 1944 op het idee van soevereiniteit in eigen kring van Abraham Kuyper:
Ek begin met die eerste bladsy van die Skrif. God sal ‘n kosmos skep, ‘n skone eenheid. Hoe tree Hy op? As Hammabdil, d.w.s. as Skeidingmaker. [...]
Die volke moet hulleself dus handhaaf, en dit teenoor die Babiloniese gees van eenmaking. [...]
Slawerny is, dank aan God, afgeskaf. Dit was ‘n gruwel. Hier het die Christelike beginsel deurgewerk. Desondanks bly daar egter ‘n onderhorigheid, ‘n sosiale gesag, ‘n verskeidenheid van staat (status). Ten opsigte van die naturelle spreek ons meer van die Christelike voogdyskap oor hulle.
Deze theologische uitleg rechtvaardigde een hiërarchisch racisme. Afrikaners zouden een uitverkoren volk zijn. Er werden aparte kerken voor niet-blanken opgericht onder voogdij van blanken. In Nederland werd dit standpunt lang verdedigd door onder meer de Gereformeerde Bond, de Gereformeerde Kerken vrijgemaakt en de Christelijke Gereformeerde Kerken, terwijl de Nederlandse Hervormde Kerk en vooral de Gereformeerde Kerken in Nederland juist vroege tegenstanders waren. De Bob Jones University in de Verenigde Staten gebruikte het argument van de toren van Babel om tot 2000 gemengde relaties te verbieden.

### Moderne Tijd
Ten tijde van het nationaalsocialisme probeerde Deutsche Christen  het racistische  positieve christendom in te voeren.
Christian Identity is een marginale racistische beweging binnen het christendom die het geloof van Brits Israël aanhangt.

## Verklaring Nederlandse Raad van Kerken
In 2013 heeft de Nederlandse Raad van Kerken een gezamenlijke verklaring afgelegd ten aanzien van het (trans-Atlantische) slavernijverleden, waarin onder meer wordt gesteld:
Als kerken weten we ons deel van dit schuldig verleden en moeten we vaststellen dat theologie in bepaalde omstandigheden misbruikt is om de slavernij te rechtvaardigen. [...] We realiseren ons dat we te laat spreken, te weinig op het goede moment de goede inzichten hebben gehad en ons hebben laten leiden door misplaatst winstbejag en machtsmisbruik. Het is een vorm van onrecht, die doorwerkt tot in de huidige generatie toe, waar een deel van onze samenleving is gebouwd op misbruik van anderen en waar discriminatie onvoldoende wordt uitgebannen.